# Trường nghệ thuật và thiết kế thời trang Kraków
Nhóm trường nghệ thuật và thiết kế thời trang Krakow (tiếng Ba Lan: Krakowskie Szkoły Artystyczne, KSA) là một nhóm của các trường thiết kế nghệ thuật và thời trang sau trung học ở Kraków, Ba Lan. Nó được thành lập vào năm 1989 và bao gồm năm trường: Thiết kế thời trang, Nhiếp ảnh, Thiết kế nội thất, Bán hàng trực quan và Kịch.
Nhóm trường đại học Nghệ thuật của Kraków được Bộ Văn hóa và Di sản Quốc gia Cộng hòa Ba Lan phê duyệt, và được liệt kê trong Danh mục Trường Nghệ thuật của Bộ.

## Cán bộ
Giáo viên làm việc tại trường là những nghệ sĩ và nhà thiết kế, tích cực kết hợp giảng dạy với nghề nghiệp chuyên nghiệp của họ. Hệ thống giáo viên này đảm bảo rằng các sinh viên được dạy bởi nhiều chuyên gia nghệ thuật, những người có thể chia sẻ kinh nghiệm và kiến thức của họ.
Sinh viên tốt nghiệp của trường có đủ điều kiện để làm việc trong tất cả các lĩnh vực thời trang, từ nhà tạo mẫu thiết kế thời trang, nhiếp ảnh gia thời trang, họa sĩ minh họa cho đến thương nhân.

## Thành tựu
Học sinh của những trường này đã tham gia các cuộc thi quốc gia và quốc tế. Năm 2005 Łucja Wojtala là một trong những người vào chung kết của cuộc thi Hỗ trợ tài năng quốc tế Lưu trữ ngày 24 tháng 7 năm 2010 tại Wayback Machine tại Trieste, Ý và đã được trao 3 tháng thực tập tại  xưởng John Galliano ở Paris.
Năm 2008 đặc biệt thành công đối với trường và sinh viên tốt nghiệp của nó, những người đã giành giải nhất trong các cuộc thi thời trang quan trọng nhất. Peggy Pawłowski đã được trao giải Chủ đề vàng cho bộ sưu tập mang tên "Gavroche", trong Cuộc thi quốc tế dành cho các nhà thiết kế quần áo ở Łódź. Trong cuộc thi thời trang quốc tế Habitus Baltija, tại Riga, Latvia - Trường nghệ thuật và thiết kế thời trang Kraków đã được trao tặng danh hiệu "Trường học tốt nhất năm 2009".
Năm 2009, sinh viên tốt nghiệp của trường đã giành được cả hai giải thưởng chính của Cuộc thi quốc tế dành cho các nhà thiết kế quần áo lần thứ 17 Chủ đề vàng trong Tuần lễ thời trang Ba Lan tại Łódź. Małgorzata Grzywnowicz và Małgorzata Węgiel cho bộ sưu tập mang tên "Phantas Magoria" và Magdalena mielak cho bộ sưu tập tầm mang tên "Phá hủy" của cô. Các giải thưởng uy tín khác cũng được trao cho các sinh viên tốt nghiệp của Trường: Magdalena Dąbrowska, Grażyna Łoboda, Dąbrówka Szopa, Marta Mandla và Szymon Rychlik.